# Stary Gostyń
Stary Gostyń (niem. Alt Gostyn) – wieś w Polsce położona w województwie wielkopolskim, w powiecie gostyńskim, w gminie Gostyń.

## Historia

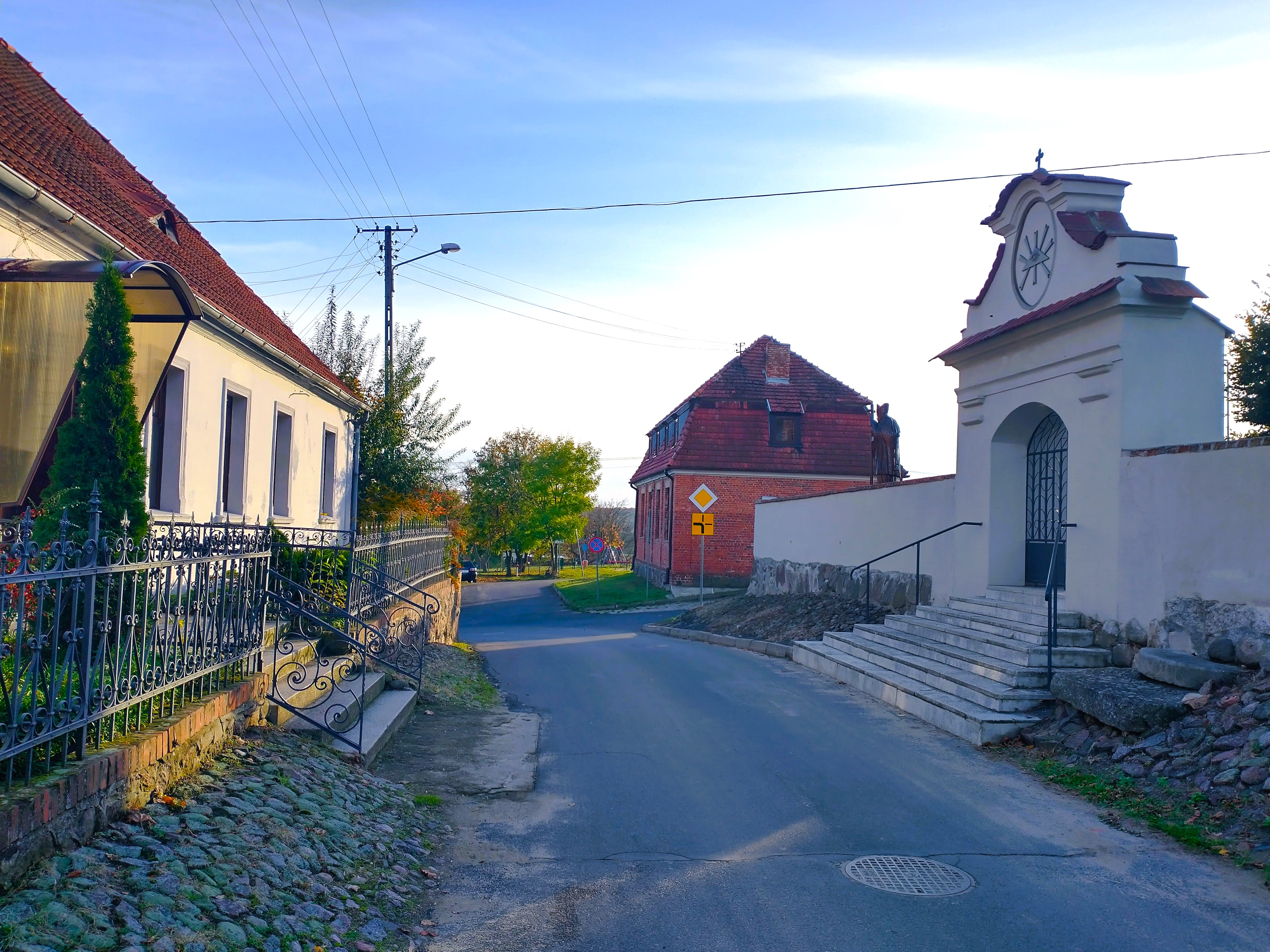
Fragment centrum wsi

Do czasu lokowania w jej pobliżu przez księcia wielkopolskiego Przemysła II miasta Gostynia 1 kwietnia 1278, wieś ta zwana była po prostu Gostyniem.
Pierwsze wzmianki o wsi pochodzą z roku 1301. Wieś należała do rodu Awdańców, a później Łodziów. Od roku 1301 do połowy XIX wieku wieś należała do proboszczów parafii starogostyńskiej, którymi zostawali zakonnicy benedyktyńscy z Lubinia. Wieś duchowna Gostyń Stary, pod koniec XVI wieku leżała w powiecie kościańskim województwa poznańskiego.
W okresie Wielkiego Księstwa Poznańskiego (1815-1848) miejscowość wzmiankowana jako Gostyń Stary należała do wsi większych w ówczesnym pruskim powiecie Kröben (krobskim) w rejencji poznańskiej. Gostyń Stary należał do okręgu gostyńskiego tego powiatu i stanowił odrębny majątek, którego właścicielami byli wówczas (1846) księża filipini. Według spisu urzędowego z 1837 roku wieś liczyła 202 mieszkańców, którzy zamieszkiwali 21 dymów (domostw).
Wieś rycerska, własność spadkobierców rodziny Potworowskich, położona była w 1909 roku w powiecie gostyńskim rejencji poznańskiej w Wielkim Księstwie Poznańskim.
W latach 1975–1998 miejscowość administracyjnie należała do województwa leszczyńskiego.
W odległości 0,5 km w kierunku północnym położony jest rezerwat przyrody - Torfowisko źródliskowe w Gostyniu Starym.